# علیرضا ناظر فصیحی
علی‌رضا ناظر فصیحی (زاده ۱۳۴۶ در تهران) داستان‌نویس، نمایشنامه‌نویس  و فیلم‌نامه‌نویس ایرانی است.

## زندگی‌نامه
فصیحی در سال ۱۳۴۶ در تهران متولد شد. در همان دوران به مدت یک سال در جبهه جنگ ایران و عراق حضور داشت.
در سال ۱۳۶۸ در رشتهٔ تئاتر دانشگاه هنر تهران مشغول به تحصیل شده و در سال ۱۳۷۳ از دانشکده سینما تئاتر فارغ التحصیل شد.

## کتابشناسی

### نمایشنامه
- پائیز قلبها، (۱۳۶۹)
- روز جهانی ترک سیگار، (۱۳۷۱)
- آدم و حوا، (۱۳۷۲)
- جستجو (در سه اپیزود)، (۱۳۷۲)
- داستان بزرگ جنگ، (۱۳۷۳)
- هزارو سیصدوهشتاد، (۱۳۷۹)
- WC، ‏ (۱۳۸۰)
- پدرخوانده، (۱۳۸۰)
- صبح بخیر غلام، (۱۳۸۱)

### داستان
- اندیشه‌های دور از یک خواب
- سرخی
- هزار بار احسانه
- ساعت
- گزارشی از زندگی من
- دولو ی خشت

### فیلمنامه تلویزیونی
- مجموعه ساختمان پزشکان[۱]
- مجموعه پاورچین (سی و چهار قسمت)
- مجموعه نقطه‌چین (شانزده قسمت)
- مجموعه باغچه مینو (ده قسمت)
- مجموعه کوچه اقاقیا (سه قسمت)
- مجموعه شب‌های برره (ده قسمت)
- ومجموعه چارخونه (چهارده فسمت)
- تله فیلم نابغه
- تله فیلم تاکسی پلیس
- مجموعه مسافران

### فیلمنامه سینمائی
- مادر کامپیوتری
- یه لقمه نون یه کاسه ماست